# Ghada Hassine
Pour les articles homonymes, voir Hassine.
Ghada Hassine, née le 17 mai 1993 à Sfax, est une haltérophile tunisienne.

## Carrière
Aux Jeux olympiques d'été de 2012, elle se classe huitième dans la catégorie des moins de 69 kg.
Elle est médaillée de bronze mondiale junior en 2013 dans la catégorie des moins de 69 kg.
Au niveau continental, elle remporte l'or aux championnats d'Afrique 2017 et aux championnats d'Afrique junior 2012 et 2013 dans la catégorie des moins de 69 kg, l'argent aux championnats d'Afrique 2013 dans la catégorie des moins de 69 kg et aux Jeux africains de 2015 dans la catégorie des moins de 75 kg, et le bronze aux championnats d'Afrique 2012 dans la catégorie des moins de 69 kg.
Elle est aussi médaillée d'argent aux Jeux méditerranéens de 2013 dans la catégorie des moins de 69 kg.